# フルヘンシオ・オベルメヒアス
フルヘンシオ・オベルメヒアス（Fulgencio Obelmejias、1953年1月1日 - ）は、ベネズエラの男性プロボクサー。ミランダ州出身。身長184cm。元WBA世界スーパーミドル級王者。フリー・オベル（Fully Obel）とも呼ばれる。

## 来歴
1976年、ベネズエラ代表としてモントリオールオリンピックボクシングミドル級に出場し、1回戦敗退。
1977年1月30日、ベネズエラでプロデビュー。
1978年12月17日、FECARBOXミドル級王座を獲得した。
1980年3月3日、元WBC世界ジュニアミドル級王者エリシャ・オベドと対戦し、3回KO勝ち。
1981年1月17日、WBA・WBC世界ミドル級王者マービン・ハグラーに挑戦し、8回TKO負けで世界王座獲得ならず。
1981年11月8日、現役OPBF東洋太平洋ミドル級王者朴鐘八と対戦し、8回KO勝ち。
1982年10月30日、WBA・WBC世界ミドル級王者マービン・ハグラーに再挑戦し、5回KO負けでまたしても世界王座獲得ならず。
1988年5月23日、WBA世界スーパーミドル級王者となった朴鍾八と再戦し、12回判定勝ちで世界王座を獲得した。
1989年5月28日、初防衛戦で白仁鉄と対戦し、11回KO負けで世界王座から陥落した。
1992年12月15日の試合を最後に引退した。

## 獲得タイトル
- WBA世界スーパーミドル級王座（防衛0度）